# Sint-Johanneskerk (Landsberg am Lech)
De Sint-Johanneskerk (Johanniskirche) is een kleine rooms-katholieke rococo-kerk in de Duitse plaats Landsberg am Lech (Beieren). Het kerkgebouw is een meesterwerk van Dominikus Zimmermann en werd gewijd aan Johannes de Doper.

## De voorganger
In de 15e eeuw nam de bevolking van Landsberg fors toe. Met de bouw van een grotere gotische parochiekerk in de jaren 1458-1488 werd de oude godsakker bij de kerk te klein. Dit leidde tot de noodzaak om een tweede kerkhof aan te leggen. De stad kocht daarom in 1505 een huis met een lap grond op de hoek van de Brudergasse en liet dat vervolgens afbreken om er een kapel op te richten. De grond bood voldoende ruimte voor de aanleg van een kerkhof. De kapel werd op 1 mei 1507 ingewijd. Buiten de muren van Landsberg werd in 1565 nog een begraafplaats aangelegd met een eigen kapel, maar voor de gegoede burgerij bleef het andere kerkhof in functie.
Tijdens de reformatie raakte de stad religieus verdeeld doordat een deel van de bevolking zich bij de nieuwe leer aansloot. Om de contrareformatie in de stad te bewerkstelligen riep graaf Schwickhart von Helfenstein de hulp in van de jezuïeten. De Johanneskerk, waar twee Jezuïeten nu de heilige mis weer lazen, speelde een grote rol bij het rekatholiseren van de stad. Tijdens de Dertigjarige Oorlog leed de kerk weinig schade, slechts de ramen van de kerk werden ingeslagen. In 1693 kreeg de kerk nog een nieuw hoogaltaar en twee zijaltaren.

## De barokke nieuwbouw
In het jaar 1740 werd zonder kerkelijke toestemming maar met steun van de stadsraad de oude Johanneskerk onder het mom van bouwvalligheid afgebroken. In 1741 werd begonnen met de nieuwbouw naar het plan van de barokke architect Dominikus Zimmermann. De uitbraak van de Oostenrijkse Successieoorlog vertraagde echter de nieuwbouw, het voor de nieuwbouw gereserveerde bouwmateriaal moest worden afgegeven om de vestingwerken van de stad te herstellen. Vanaf 1750 werden de werkzaamheden hervat, zodat de ruwe bouw in het jaar 1752 gereed kwam. Aansluitend begon Carl Joseph Thalhaimer met de beschildering van het godshuis. De consecratie van de kerk vond door de wijbisschop Franz Xaver Adelmann von Adelmannsfelden uit Augsburg plaats, maar het zou nog tot 1762 duren eer dat het interieur voltooid was.
Het kerkhof werd in 1867 gesloten. Vervolgens gebruikten de zusters van het naastgelegen ziekenhuis de kerk als huiskapel. Vanaf 1890 werd het godshuis een filiaalkerk van de parochie.
De kerk werd herhaaldelijk gerestaureerd, voor het laatst werd een restauratie in 2002 afgesloten. De kerk is sindsdien voor missen en bezichtigingen geopend.

## Beschrijving
De kerk werd op een hoek tussen andere gebouwen gebouwd. Het portaal wordt geflankeerd door gecanneleerde pilasters. Op de uiterste hoeken van de gevel bevinden zich eveneens pilasters. Over het bovenste deel van de gevel bevinden zich drie ramen tussen de pilasters, waarboven zich een licht trapsgewijs naar voren springende kroonlijst bevindt.
Het kerkschip lijkt van buiten rechthoekig. De noordelijke muur langs de smalle Brudergasse (Broederssteeg) wordt door twee vensters onderbroken. Het ingesnoerde koor springt halfrond naar het westen uit, waar een klein portaal toegang geeft tot het voormalige kerkhof. Een kleine 19e-eeuwse lantaarn boven de noordelijke hoek van het koor doet dienst als klokkentoren.

## Interieur
De plattegrond van het kerkschip is in ovale vorm aangelegd waarvan de hoeken met nissen werden rondgemaakt. Acht krachtige zuilen staan paarsgewijs ietwat los van de muren. Een brede kroonlijst draagt het ovale koepelgewelf en verleent de kleine kerkruimte een bijna classicistische monumentaliteit. Het ontbreken van stucwerk op de muren versterkt deze classicistische werking. De altaarruimte is als ruimte van het kerkschip afgezonderd. De grens tussen beide ruimten wordt door zuilen gemarkeerd. Door twee verborgen vensteropeningen valt indirect het licht op het pronkvolle hoogaltaar, dat wordt overdekt door een ronde schijnkoepel. Het zo ontstane "Theatrum Sanctum" is een van de mooiste werken van de Beierse rococo.

### Altaren
Het hoofdaltaar dateert van 1754-1755 en werd naar ontwerp van Dominikus Zimmermann gemaakt door Nikolaus Schütz. De structuur van hout is met stucwerk gedecoreerd. De beelden zijn het werk van Johann Luidl. Vier gemarmerde zuilen rijzen naar boven en gaan over in een fantasierijk geheel van rocailles, vlammen en schelpen met vergulde arabesken. Centraal in het altaar staat een beeldengroep die de Doop van de Heer voorstelt, daarboven in de top van het altaar een duif met stralenkrans die symbool staat voor de Heilige Geest. Op de muren is het decor van de Jordaan geschilderd. De beide zijaltaren in de westelijke nissen van het kerkschip (na 1755) uit het atelier van Luidl zijn eveneens ontwerpen van Zimmermann en zijn geïnspireerd op het hoofdaltaar van de Sint-Annakapel in Buxheim (1738-1739). De zijaltaren zijn in witte en vergulde kleuren gedecoreerd met florale motieven en putti. Het noordelijke zijaltaar is gewijd aan Sint-Johannes van Nepomuk en het zuidelijke aan Sint-Jan Evangelist. Het nevenaltaar van de heilige Sebastiaan onder het venster van de noordelijke muur stamt ook uit het atelier van Luidl. Een ouder beeld van Sebastiaan (voor 1700) wordt door een rijke omlijsting van rocailles omsloten.

### Fresco's
Het voornaamste fresco in het kerkschip betreft voorstellingen uit het leven van de schutspatroon van de kerk, Johannes de Doper. Onder meer worden de prediking en zijn onthoofding uitgebeeld. De scènes spelen zich achter geschilderde balustrades af. Het fresco werd in de 19e eeuw grotendeels overschilderd, maar tijdens de laatste restauratie goed hersteld. Op de noordoostelijke balustrade plaatste Carl Thalhaimer pinxit in 1752 zijn handtekening voor dit werk.
Ook de minder geslaagde beschildering van de schijnkoepel boven het koor wordt (weliswaar met enige twijfel) aan Carl Joseph Thalhaimer toegeschreven. Boven een balustrade troont God de Vader in de wolken. Om Hem heen zweven engelen. Het rivierenlandschap van de Jordaan met de exotische fauna achter het altaar is goed bewaard gebleven en werd door een andere meester geschilderd.

### Overig inrichting
In de oostelijke nissen hangen twee voormalige altaarstukken uit de voorgangerkerk. De olieverfschilderijen op linnen werd rond 1702 gemaakt, worden aan Johann Jakob Pottmayer uit Landsberg toegeschreven en zijn als pendant aangebracht. Op het noordelijke schilderij zweeft Sint-Castulus in de wolken, daaronder verschijnen de heiligen Ulrich (patroonheilige van het bisdom Augsburg), Gregorius, en Blasius. in het zuiden worden de heilige Afra, (martelares van Augsburg), met de heiligen Elizabeth, Ursula en Apollonia uitgebeeld.
Het originele gestoelte werd naar een ontwerp van Zimmermann gemaakt. Aan de zuidelijke muur hangt een laatgotische crucifix uit de periode 1490-1500. Het beeld van de treurende Maria onder het kruis is een creatie van Lorenz Luidl (eind 17e eeuw).

## Afbeeldingen

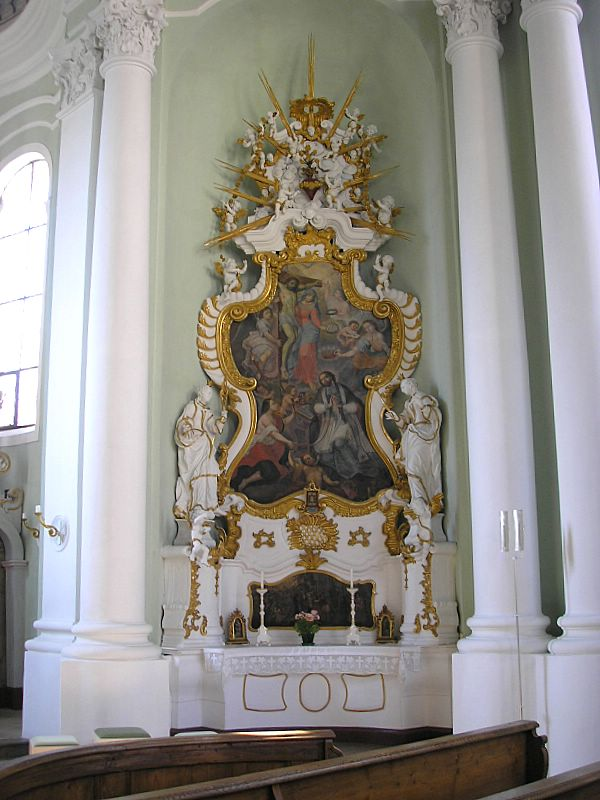
Noordelijk zijaltaar
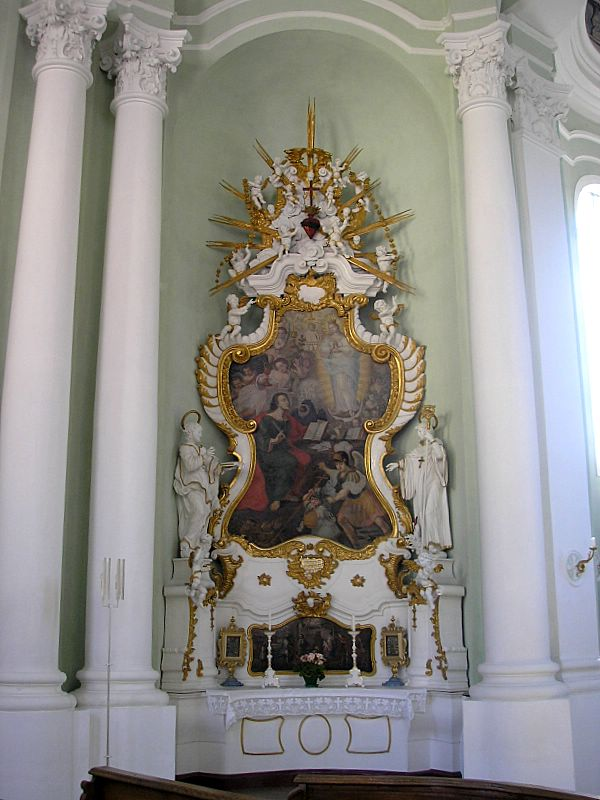
Zuidelijk zijaltaar
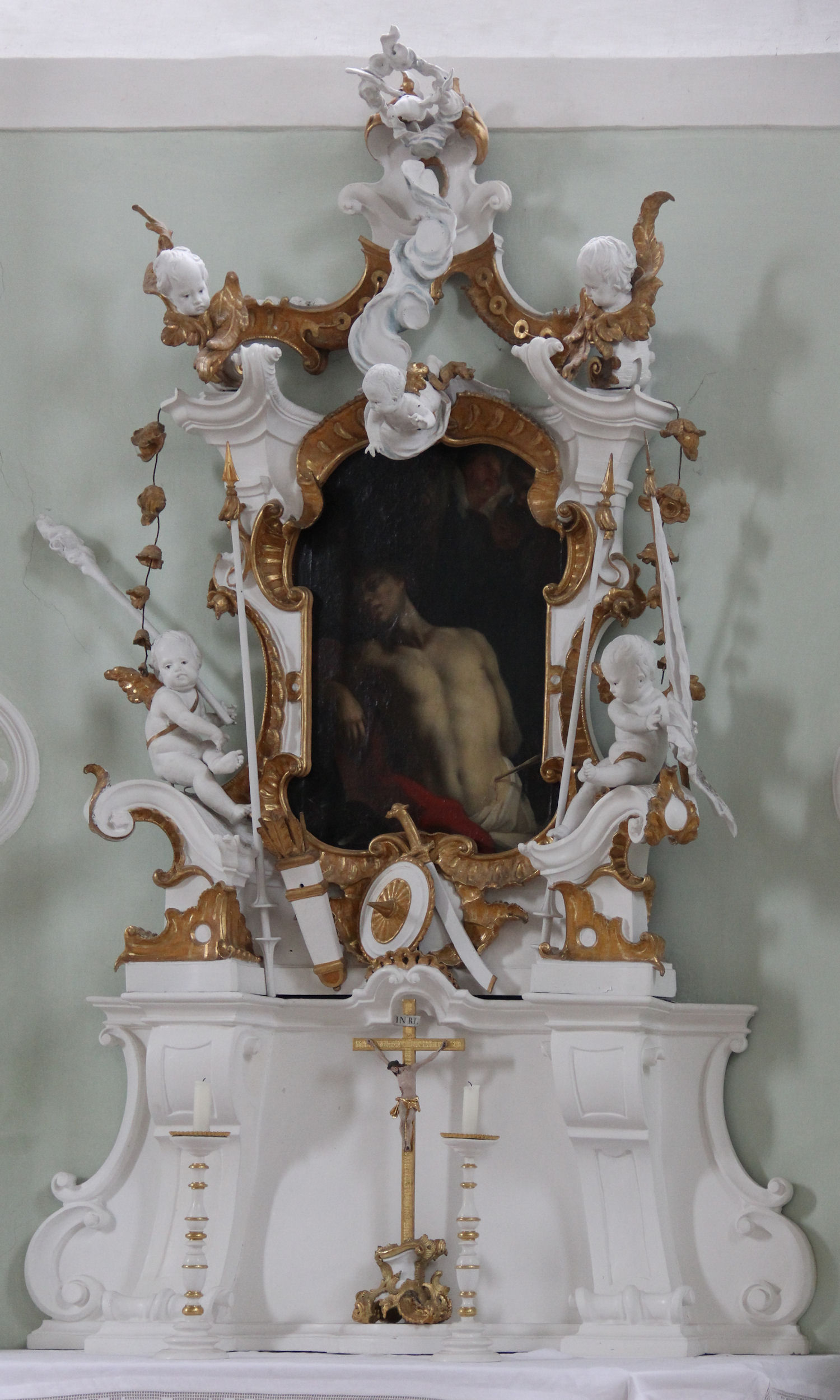
Sint-Sebastiaan-altaar
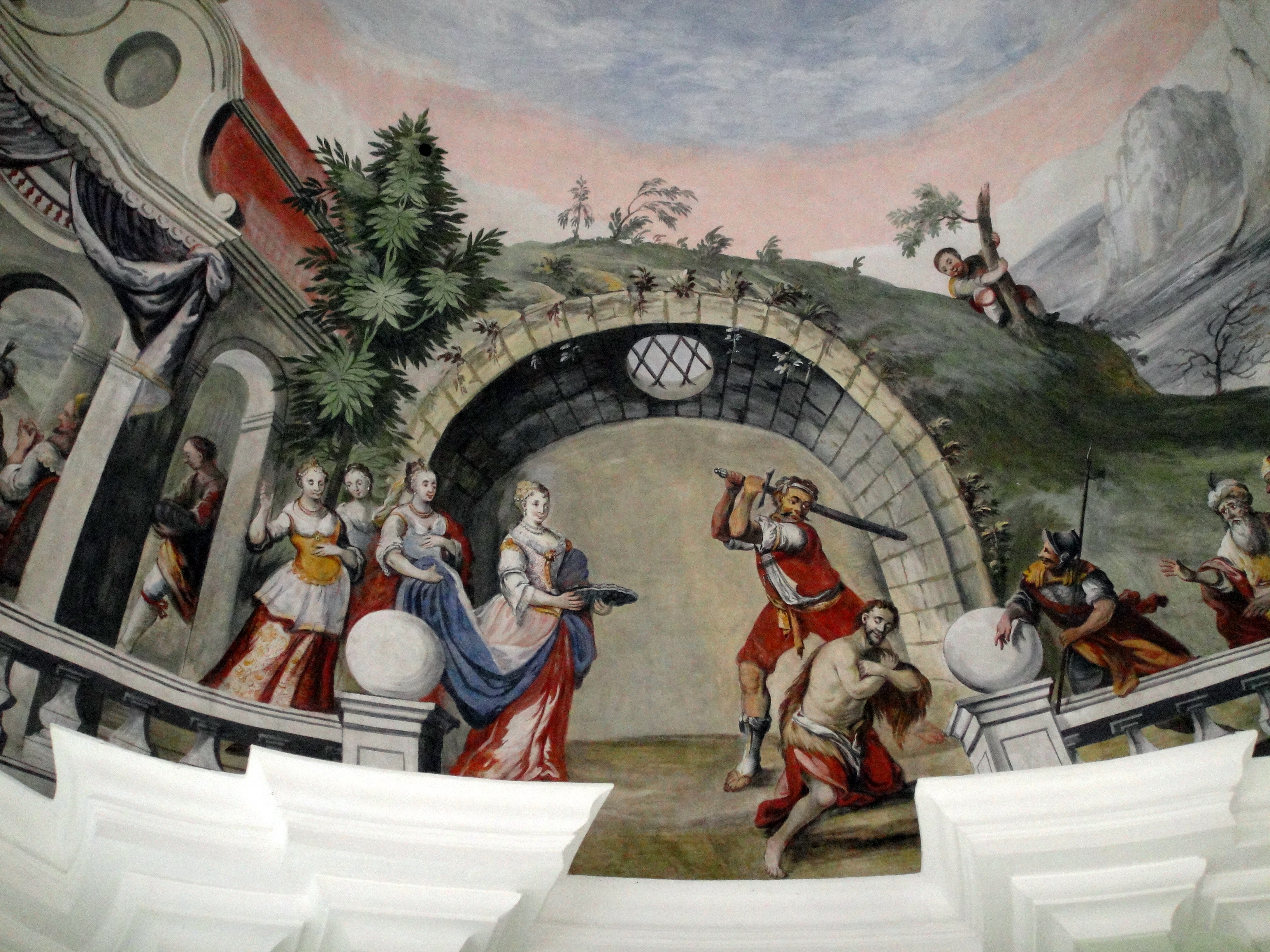
Fresco onthoofding Johannes
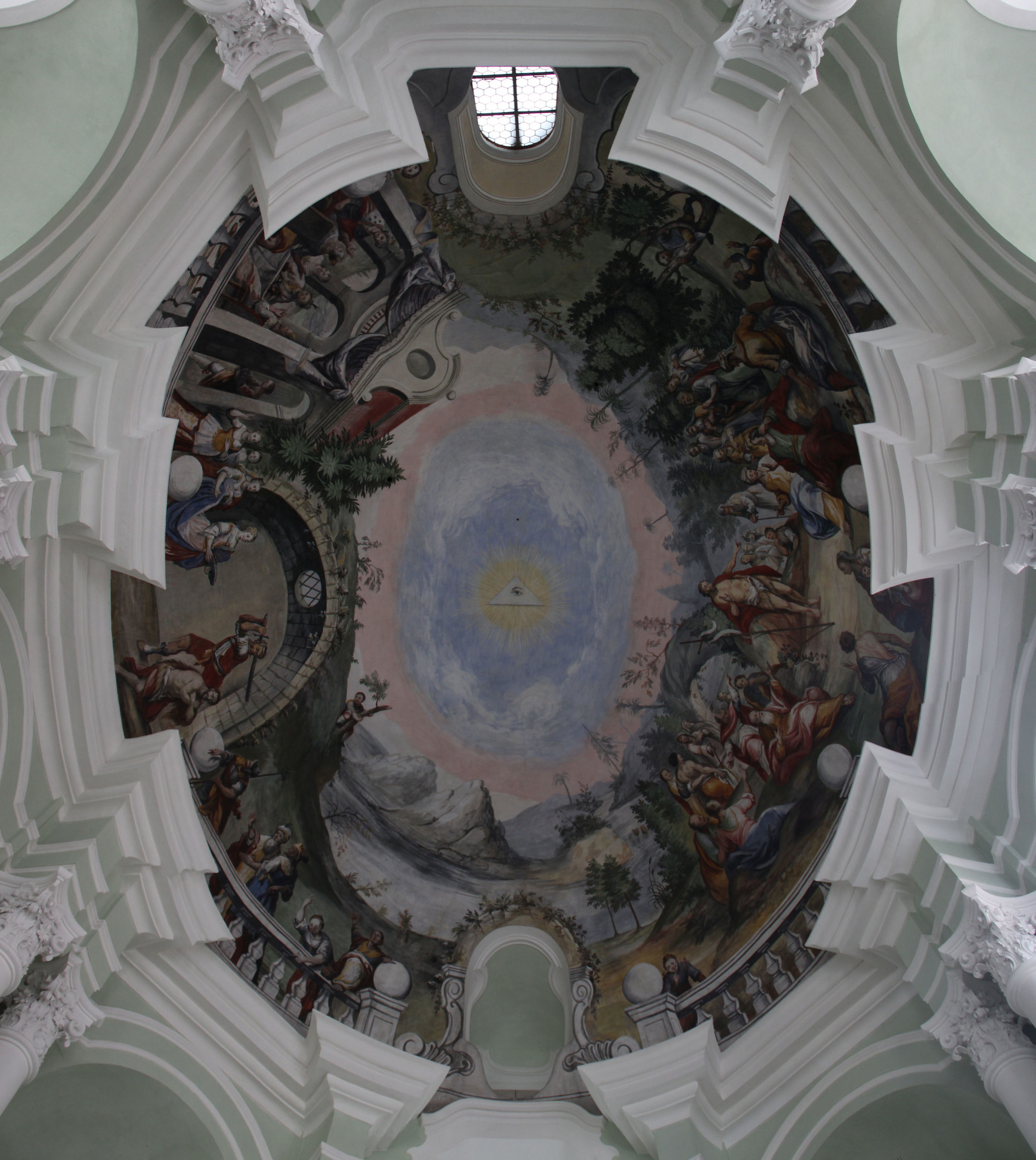
Koepel kerkschip
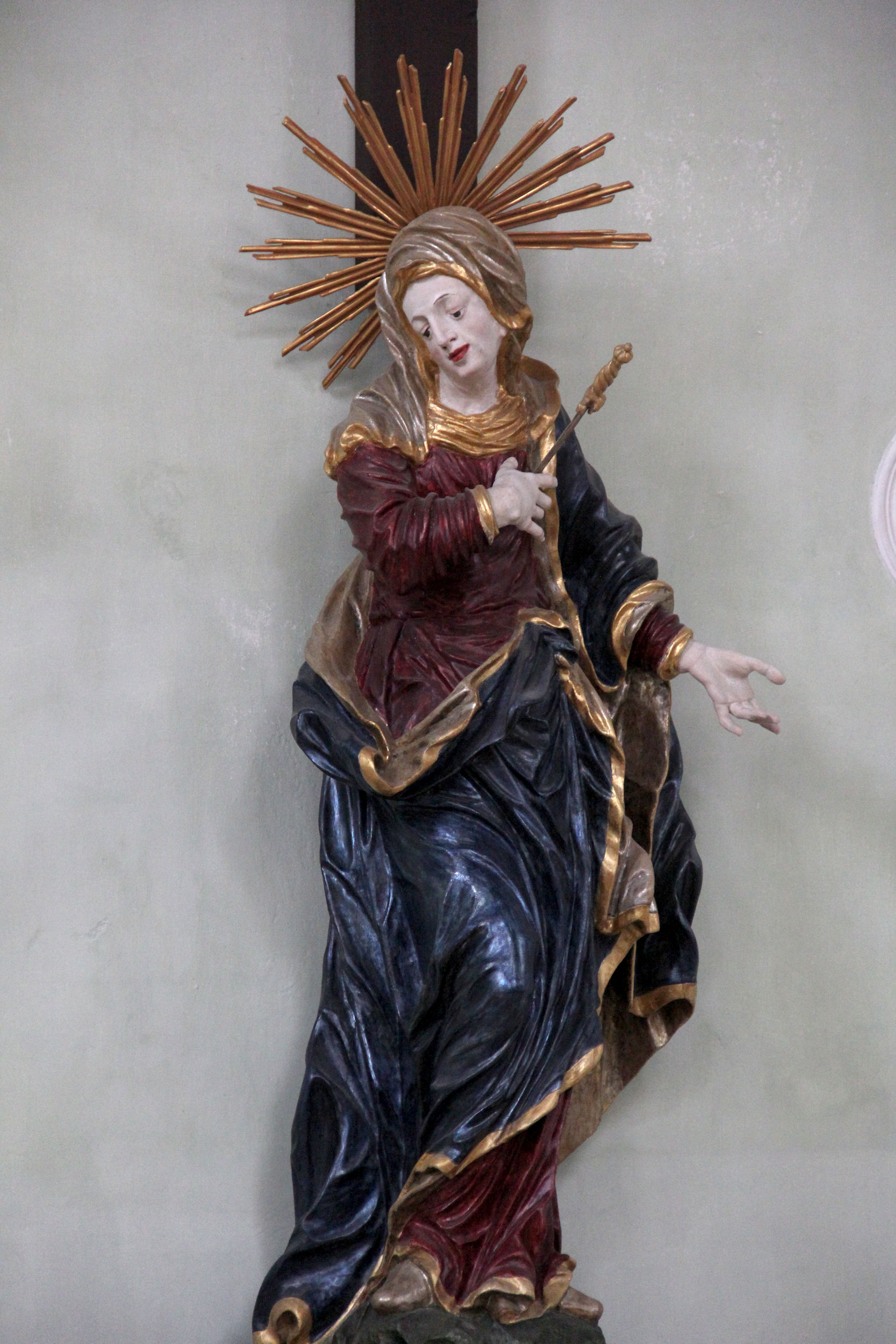
Mariabeeld (Lorenz Luidl, eind 17e eeuw)